# John Wong Soo Kau
John Wong Soo Kau (Sandakan, 6 giugno 1968) è un arcivescovo cattolico malese, dal 1º dicembre 2012 arcivescovo metropolita di Kota Kinabalu.

## Biografia
È nato a Sandakan il 6 giugno 1968, settimo di 11 figli (cinque fratelli e cinque sorelle) da genitori cattolici cinesi di etnia Hakka. Suo padre, Paul Wong Shui Tshun, era un venditore ambulante, mentre sua madre, Rose Chung Thiem Yin era una casalinga. 

### Formazione e ministero sacerdotale
Prima della sua formazione in seminario dal 1992 al 1998 presso il St. Peter's College di Kuching ha lavorato come venditore dal 1987 al 1990. È stato ordinato diacono l'8 gennaio 1998 presso la cattedrale del Sacro Cuore e presbitero il 22 gennaio 1999 nella chiesa di Santa Maria.
Ha perfezionato gli studi conseguendo la licenza in spiritualità carmelitana presso la Pontificia facoltà teologica Teresianum a Roma. Al suo ritorno, nel 2004, è stato nominato rettore del centro diocesano cattolico di Penampang.

### Ministero episcopale
Il 21 giugno 2010 papa Benedetto XVI lo ha nominato arcivescovo coadiutore di Kota Kinabalu. Ha ricevuto l'ordinazione episcopale il 1º ottobre successivo dall'arcivescovo di Kota Kinabalu John Lee Hiong Fun-Yit Yaw, co-consacranti il vescovo di Keningau Cornelius Piong e il vescovo di Sandakan Julius Dusin Gitom.
Il 1º dicembre 2012 è succeduto alla medesima sede.
Nel 2015 ha partecipato alla XIV assemblea generale ordinaria del sinodo dei vescovi, svoltasi dal 4 al 25 ottobre, dal titolo: "La vocazione e la missione della famiglia nella Chiesa e nel mondo contemporaneo".
L'8 febbraio 2018 è stato ricevuto in udienza papale durante la visita ad limina insieme agli altri vescovi malesiani.
Nel 2018 è stata avanzata la proposta di un progetto da 9,6 milioni di ringgit per costruire il nuovo centro cattolico. Ha completato la costruzione del nuovo Centro cattolico adiacente alla cattedrale del Sacro Cuore, nel luogo di un'ex scuola elementare cinese. È stato inaugurato con la benedizione all'inizio del 2021 e aperto dal nunzio apostolico in Malesia Wojciech Załuski nel novembre 2022.
È stato anche il celebrante principale e capo spirituale delle celebrazioni della prima edizione virtuale e della quinta edizione della Giornata della Gioventù di Sabah, originariamente prevista per il 2020, ma posticipata a luglio 2021 a causa della pandemia. Ha riunito più di 2.500 giovani cattolici provenienti da Sabah e alcuni da altre diocesi in un contesto online per discutere della vita giovanile cattolica in Sabah.

## Stemma e motto

### Interpretazione
Lo scudo simboleggia la necessità di fare sempre affidamento sull'armatura di Dio, portando con sé lo scudo della fede in modo che possa essere utilizzato per spegnere le frecce infuocate di Satana. La colomba bianca significa la presenza eterna dello Spirito Santo nella Chiesa, con accento azzurro il colore della Beata Vergine Maria. Il "FIAT" in rosso è la parola latina che tradotta significa "Sia fatto", é l'atteggiamento di Maria nell'accogliere la Parola di Dio, facendo sì che la Parola si facesse carne in Lei. La montagna è un riferimento al monte Kinabalu ed indica la posizione dell'arcidiocesi: simboleggia il monte Sion, la montagna dove Dio ha costituito Gesù Cristo come re. È illuminato dal giallo che significa la gloria di Dio che è eterna. Il Cuore con la Croce invece è l'emblema della Cattedrale del Sacro Cuore a Kota Kinabalu, sede dell'Arcivescovo. Il lato rosso rappresenta il Sacro Cuore di Gesù mentre il lato blu rappresenta il Cuore Immacolato di Maria.

### Motto
Il motto adottato è: "Iman Harapan Kasih", che tradotto è: "Fede, Amore, Speranza", vale a dire le tre virtù cristiane fondamentali.

## Genealogia episcopale
La genealogia episcopale è:
- Cardinale Scipione Rebiba
- Cardinale Giulio Antonio Santori
- Cardinale Girolamo Bernerio, O.P.
- Arcivescovo Galeazzo Sanvitale
- Cardinale Ludovico Ludovisi
- Cardinale Luigi Caetani
- Cardinale Ulderico Carpegna
- Cardinale Paluzzo Paluzzi Altieri degli Albertoni
- Papa Benedetto XIII
- Papa Benedetto XIV
- Papa Clemente XIII
- Cardinale Marcantonio Colonna
- Cardinale Giacinto Sigismondo Gerdil, B.
- Cardinale Giulio Maria della Somaglia
- Cardinale Carlo Odescalchi, S.I.
- Vescovo Eugène de Mazenod, O.M.I.
- Cardinale Joseph Hippolyte Guibert, O.M.I.
- Cardinale François-Marie-Benjamin Richard de la Vergne
- Cardinale Pietro Gasparri
- Cardinale Paolo Giobbe
- Arcivescovo Johannes Petrus Huibers
- Vescovo James Buis, M.H.M.
- Arcivescovo Peter Chung Hoan Ting
- Arcivescovo John Lee Hiong Fun-Yit Yaw
- Arcivescovo John Wong Soo Kau